# Clayton Zane
Clayton Zane est un footballeur australien né le 12 juillet 1977 à Newcastle. Il évoluait au poste d'attaquant. Depuis le mois de janvier 2014, il est l'entraineur des Newcastle Jets en Australie.

## Biographie
Il a participé à la Coupe des confédérations 2001 avec l'équipe d'Australie.

## Carrière
- 1985-1993 : Cessnock Hornets  Australie
- 1993-1995 : Adamstown Rosebuds  Australie
- 1995-1998 : Newcastle United Jets FC  Australie
- 1998-2000 : Northern Spirit  Australie
- 2000 : Molde FK  Norvège
- 2001-2002 : Lillestrøm SK  Norvège
- 2002-2005 : RSC Anderlecht  Belgique

## Sélections
- 14 sélections et 6 buts avec l'équipe d'Australie de 2000 à 2001.